# ブール＝サン＝モーリス
ブール＝サン＝モーリス（Bourg-Saint-Maurice）はオーヴェルニュ＝ローヌ＝アルプ地域圏サヴォワ県のコミューン。

## 歴史
ブルー＝サン＝モーリスはローマの集落のベルギントルム（Bergintrum）として成立しアルペス・ポエニナエのガリア側に位置した。ローマ街道の行程表アウトニネ・イティネラリー (en) にはメディオラヌム（現代のミラノ）とルグドヌム（現代のリヨン）を結ぶ街道の途中として印されていた。 後に町はローマ時代、3世紀キリスト教を信仰し仲間と共に殉教した将軍聖モーリス (en) にちなみSt. Mauritiuと名付けられている。コミューン名に含まれるブールは15世紀に表れた。その後、フランスの軍隊が獲得すると1794年からはNargue-Sardeと呼ばれるようになる。1815年ウィーン会議によりサルデーニャ王国に戻ると、旧名が保たれた。1861年にブルー＝サン＝モーリスは最終的にフランスのものとなっている。1960年代、レ＝ザルク（Les Arcs）でスキーリゾートの拡大が始まり、経済的に上向き始めた。1962年以来、第7アルペン猟兵大隊が駐屯している。2011年に部隊の再編が行われ、2,000人の隊員やその家族などがブール＝サン＝モーリスから移っている。

## 経済・交通
コミューンの経済は観光開発や第7アルペン猟兵部隊の駐屯により力強く、第三次産業が支配的である。国際的なカヌー大会などが催されたり、ヨーロッパではもっとも有名な長距離のウォーキングトライアルコースであるTour du Mont Blanc (en) がコミューン内に属する氷河の峡谷沿いを通っている。ブルー＝サン＝モーリスはイズラン峠やロゼロン峠 (en) などの起点である。国道90号線（Route nationale 90）がコミューン内を経由しており、この道路はアルベールヴィルやグルノーブルを結んでいる。鉄道ではフランス国鉄（SNCF）の駅があり、スキーシーズンなどにはロンドンやブリュッセルなどからブルー＝サン＝モーリスにスキー客を乗せたTGVやユーロスターが臨時でやって来る。ケーブルカーはハイシーズンの12月から4月と7月から8月にレ＝ザルクとを結んでいる。

## スポーツ
1987年にカヌースラローム世界選手権が開催された。

## ゆかりの人物
- エルヴェ・ゲマール - 政治家
- アドリアン・トマソン - サッカー選手